# Dacia 1301
Dacia 1301 byla uvedena na trh v roce 1970 spolu s dalšími dvěma variantami výbavy (Standard, Lux). Tento model byl určen pro významné členy Rumunské komunistické strany a významné členy Bezpečnosti. Dacia 1301 Lux Super měla vlastnosti, které nebyly u ostatních modelů, jako například: tovární instalace rádia, zvýšená přední sedadla, dvojitý brzdový okruh, vnější zpětná zrcátka, vnitřní zpětné zrcátko s polohou den/noc, sluneční clona spolujezdce se zrcátkem, odkládací schránka osvětlení, elektrický zapalovač cigaret, elektrický ostřikovač čelního skla. Model Dacia Lux Super 1301 byl přitom dostupný v tmavých barvách, zejména černé a tmavě modré.
Zpočátku měly modely Dacia 1300 Standard, Lux, Lux Super 1301 pouze jednu karoserii, sedan se 4 dveřmi a 5 sedadly. Blok motoru měl objem válců 1289 ccm, vyvíjel výkon 54 koní, maximální rychlost 144 km/h a spotřebu 9,4 litru.
Celá řada 1300 byla nahrazena v roce 1979 Dacia 1310, ale zůstala ve výrobě až do léta 1984.